# Paul Sweeny
Paul Sweeny (* 27. März 1975) ist ein ehemaliger englischer Snookerspieler aus Bexleyheath (London), der zwischen 1993 und 2004 mit Unterbrechungen für insgesamt acht Saisons Profispieler war.

## Karriere
1989 machte Sweeny erstmals auf sich aufmerksam, als er das Halbfinale der britischen U16-Meisterschaft erreichte. 1993 wurde er Profispieler. Nach einem durchwachsenen Start konnte er nach einiger Zeit gute Ergebnisse erzielen, darunter eine Teilnahme an der Runde der letzten 64 der European Open 1994 und eine Teilnahme an der Runde der letzten 32 der Benson and Hedges Championship 1995. Später gelangen ihm sowohl bei der Benson and Hedges Championship 1996 als auch bei den British Open 1997 Einzüge ins Achtelfinale. Zusätzlich erreichte er beim Merseyside Professional 1996 das Finale, verlor aber im Endspiel des Turnieres, das auch keinen Einfluss auf die Weltrangliste hatte. Auf dieser hatte er sich im Laufe der Zeit kontinuierlich nach oben gearbeitet und wurde mittlerweile auf Platz 138 geführt. Zu diesem Zeitpunkt erfolgte aber eine Modusänderung, durch die die erstklassige Profitour auf wenige dutzend Spieler begrenzt wurde. Sweeny verlor daher die Spielberechtigung auf der richtigen Profitour. Die Chance, doch noch einen Startplatz zu erlangen, verpasste er bei der WPBSA Qualifying School. Daher musste er in der nächsten Spielzeit auf der UK Tour spielen.
Auf dieser gehörte er zwar nicht zu den schlechtesten Spielern, seine Erfolge bei den ersten Turnieren waren aber auch nicht unbedingt berauschend. Erschwert wurde ihm das Spiel durch eine Verletzung am Knöchel, was eben seine Form beeinträchtigte. Wegen der deshalb eher schlechten Ergebnisse liebäugelte Sweeny bereits mit einem Karriereende. Diese Überlegungen beendete er aber, als er das fünfte Event der UK Tour gewann, ausgerechnet gegen seinen Trainingspartner Hugh Abernethy. Dadurch qualifizierte er sich als einer der besten der UK Tour wieder für die erstklassige Profitour. Dank seiner sehr guten Platzierung konnte er sogar jeweils einige Qualifikationsrunden direkt überspringen. Mit einigen guten Ergebnissen sowohl auf der Profitour als auch auf der UK Tour 1998/99, auf der er zur Absicherung auch noch spielte, festigte er in der folgenden Spielzeit seinen Profistatus. Nachdem er bei weiterhin generell guten Ergebnissen bei den China Open 1999 das Viertelfinale erreicht hatte, wurde er für zwei Saisons sogar auf Platz 81 geführt. Dank einer neuerlichen Modusänderung reichte diese Platzierung Mitte 2001 aber erneut nicht für den Erhalt des Profistatus.
Anschließend spielte Sweeny auf der Challenge Tour, dem Nachfolger der UK Tour. Es war aber nicht ein Event der Challenge Tour, sondern das Merseyside Professional 2001, bei dem Sweeny mit einer Halbfinalteilnahme einen Achtungserfolg erzielte. Ebenso gelang ihm der Gewinn des recht prestigeträchtigen Amateurturnieres Pontins Spring Open 2002. Bei den Events der Challenge Tour 2002/03 gelangen Sweeny solche Erfolge regelmäßig, weshalb er zur Saison 2003/04 wieder Profispieler wurde. Nebenher betätigte sich Sweeny hauptberuflich als Unternehmer und arbeitete zu dieser Zeit auf einen Abschluss in Rechtswissenschaften hin. In dieser Spielzeit konnte er aber nur wenige Spiele gewinnen, weshalb er auf der Weltrangliste nicht über Platz 103 hinauskam und deshalb nach einem Jahr seinen Profistatus wieder verlor. Während der Saison kandidierte Sweeny um einen Posten im Vorstand der World Professional Billiards & Snooker Association. Dem zum damaligen Zeitpunkt aktiven Vorstand gegenüber kritisch eingestellt, wehrte sich dieser gegen Sweenys Kandidatur mit dem Ergebnis, dass dieser nicht gewählt wurde. Danach spielte er noch auf der Challenge Tour 2004/05 und auf der Pontin’s International Open Series 2007/08, schaffte aber trotz vereinzelt guter Ergebnisse nicht mehr die Qualifikation für die Profitour. Zu dieser Zeit war er von London nach Rochester gezogen.

## Erfolge
| Ausgang         | Jahr | Turnier                   | Finalgegner     | Ergebnis |
| --------------- | ---- | ------------------------- | --------------- | -------- |
| Profiturniere   |      |                           |                 |          |
| Zweiter         | 1996 | Merseyside Professional   | David Gray      | 2:5      |
| Amateurturniere |      |                           |                 |          |
| Sieger          | 1998 | UK Tour 1997/98 – Event 5 | Hugh Abernethy  | 6:5      |
| Sieger          | 2002 | Pontins Spring Open       | Scott MacKenzie | 4:3      |